# النزعة الحكومية الدولية
تُعرف النزعة الحكومية الدولية في العلوم السياسية بأنها معاملة الدول والحكومات الوطنية على وجه الخصوص كعوامل أساسية في عملية التكامل. ناهجي النزعة الحكومية الدولية يدعون القدرة على شرح كلآ من فترات التغيير الجذري في الاتحاد الأوروبي بسبب تلاقي التفضيلات الحكومية وفترات الجمود بسبب تباين المصالح الوطنية. وتختلف النزعة الحكومية الدولية عن الواقعية والواقعية الجديدة بسبب اعترافها بأهمية المؤسسات في السياسة الدولية وأثر السياسة الداخلية على التفضيلات الحكومية.